# Blanca d'Aumale
Blanca d'Aumale o dita pels seus títols Blanca de Ponthieu, senyora d'Épernon i Montgommery o Blanca de Ponthieu, comtessa d'Aumale va néixer el 1322 i va morir el 12 de maig de 1387, fou comtessa d'Aumale.
Posseïa els títols de comtessa d'Aumale, baronessa de Montgomery, senyora de Mesles-sur-Sarthe, Gouffer, Vigues-d'Aubigny, Noyelles-sur-Mer, Hiermont, Noyelette i Pontailler. El seu pare, Joan II d'Aumale o Joan II de Castella-Aumale (1295 - 1340) també fou conegut sota el nom de Joan senyor de Montgommery i Épernon i de Joan de Ponthieu, comte d'Aumale i fou comte d'Aumale, baró de Montgomery, senyor d'Épernon, Quittebeuf, Boisnormand, Noyelles-sur-Mer i Fontaine-Guérard. La seva mare, Catherine d'Artois (1292-1368) comtessa de Vandosine (Vendôme) i Castres, era la filla de Felip d'Artois, senyor de Conches, i de Blanca de Bretanya.
Es va casar entre 1330 i 1340 amb Joan V d'Harcourt (1320-1355), comte d'Harcourt i baró d'Elbeuf, vescomte de Châtellerault, senyor de Brionne, Bonnétable, Lillebonne i La Saussaye, i va tenir a:
- Joan VI (1342-1389), comte d'Harcourt, d'Aumale i baró d'Elbeuf
- Lluís († 1388), vescomte de Châtellerault, senyor d'Aerschot
- Guillem († 1400), senyor de La Ferté-Imbault
- Felip d'Harcourt (1345-després de 1414), baró de Bonnétable
- Joana
- Alix, casada amb Aubert d'Hangest, baró d'Hugueville